# José Ángel Uribarrena Diez
José Ángel Uribarrena Diez (Portugalete, 8 de gener de 1969) és un exfutbolista basc, que jugava com a davanter.

## Trajectòria
Es va formar al planter de l'Athletic Club, i després de quatre campanyes amb el filial, a la 89/90 debuta amb el primer equip. Però, no arriba a consolidar-se i combina les aparicions entre l'A i el B.
L'estiu de 1991 passa al CD Logroñés. Al conjunt de La Rioja hi roman dues temporades, en les quals marca 4 gols en 55 partits. La temporada 93/94 retorna a l'Athletic, tot disputant 15 partits. A l'any següent recala al Celta de Vigo, on millora la xifra de partits (25), però no en la de gols (tan sols un).
La temporada 95/96 fitxa per l'Almería CF, on jugaria dos anys abans d'incorporar-se a l'Aurrerá Vitoria. Romandria fins a la temporada 99/00 al conjunt basc, on penjaria les botes.